# Districte municipal de Kupiškis
El districte municipal de Kupiškis (en lituà: Kupiškio rajono savivaldybė) és un dels 60 municipis de Lituània, situat dins del comtat de Panevėžys. La seva capital és la ciutat de Kupiškis.

## Seniūnijos del districte

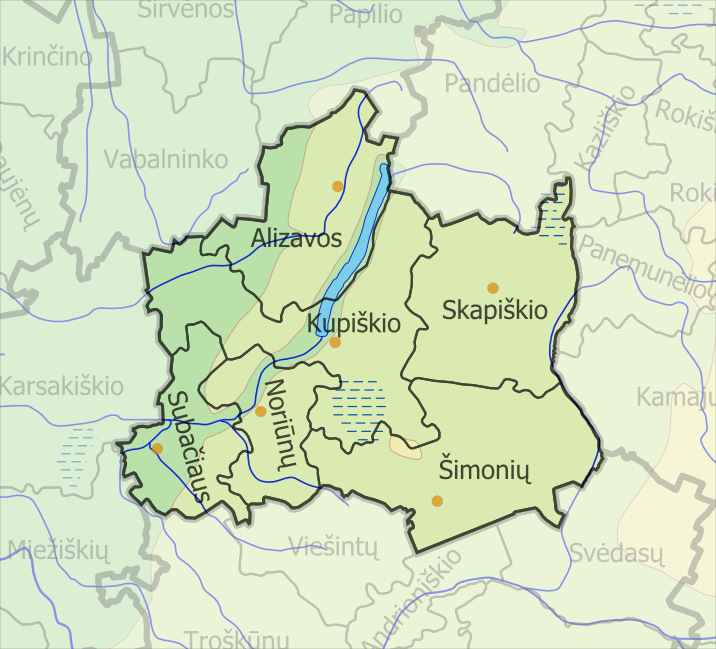
Mapa dels seniūnijos del districte municipal de Kupiškis

- Alizavos seniūnija (Alizava)
- Kupiškio seniūnija (Kupiškis)
- Noriūnų seniūnija (Noriūnai)
- Skapiškio seniūnija (Skapiškis)
- Subačiaus seniūnija (Subačius)
- Šimonių seniūnija (Šimonys)